# Geelkeelzanger
De geelkeelzanger (Setophaga dominica, synoniem: Dendroica dominica) is een zangvogel uit de familie Parulidae (Amerikaanse zangers).

## Verspreiding en leefgebied
Deze soort komt voor in de oostelijke en zuidoostelijke Verenigde Staten en telt drie ondersoorten:
- Setophaga dominica albilora: de oostelijk-centrale Verenigde Staten.
- Setophaga dominica dominica: de oostelijke en zuidoostelijke Verenigde Staten.
- Setophaga dominica stoddardi: noordwestelijk Florida en zuidelijk Alabama.